# Col de la Bonette

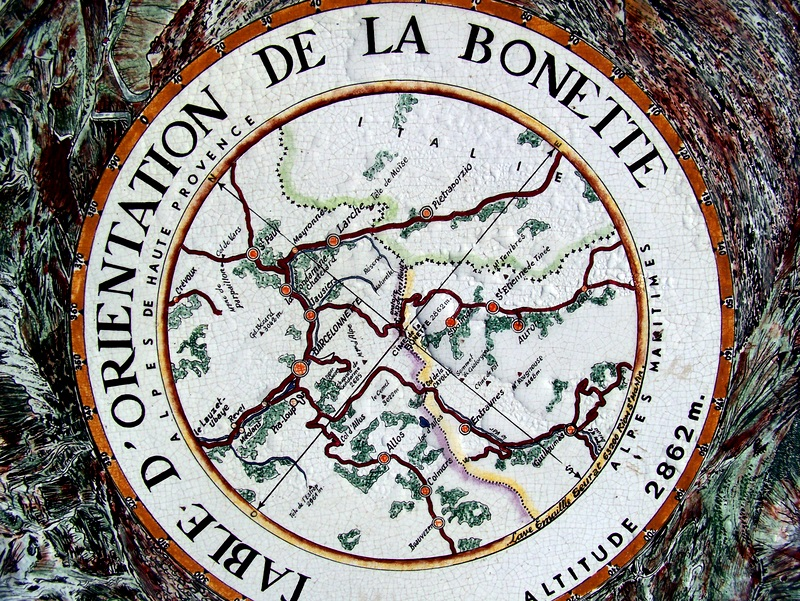
Oriëntatiekaart op de top

De Col de la Bonette is een 2715 meter hoge bergpas in de Franse Alpen gelegen in het Nationaal park Mercantour. De weg vormt een verbinding tussen Jausiers (bij Barcelonnette) en Saint-Étienne-de-Tinée.

## Situering
De Col de la Bonette ligt op de waterscheiding tussen de rivieren Durance en Var én op de grens tussen de departementen Alpes-Maritimes en Alpes-de-Haute-Provence, net als de meer westelijk gelegen Col de la Cayolle en de nabije Col de la Moutière en Col de Raspaillon. Deze twee laatste zijn beduidend lager dan de Col de la Bonette (resp. 2454m en 2513m). De weg over de Col de la Bonette werd aangelegd voor militaire doeleinden. De nabije Col de la Moutière heeft een lagere pashoogte.
Vanuit Saint-Étienne-de-Tinée wordt eerst de Col de Raspaillon (2513m) bereikt. Deze col bevindt zich al op de waterscheiding tussen de bekkens van de Ubaye (Durance) en de Tinée (Var), maar de weg stijgt nog verder door langs de zijde van de Var (Tinée). Op de Col de la Bonette wordt de waterscheiding effectief overgestoken en daalt de weg richting Jausiers, waarna ook de Col de Restefond en de Faux Col de Restefond worden gepasseerd.

## "Hoogste weg van de Alpen"
De twee kilometer lange weg rond de Cime de la Bonette, een zijweg vanaf de Col de la Bonette, is een van de hoogste verharde wegen van de Alpen. De weg bereikt een hoogte van 2802 meter en wordt vaak, ten onrechte, aangemerkt als de hoogste verharde weg van de Alpen, maar de Oostenrijkse Ötztaler Gletscherstraße komt tot 2829 meter en is dus hoger. De weg rond de Cime de la Bonette is strikt gezien ook geen col, maar wel het hoogste punt van de Alpen dat via twee verschillende wegen bereikbaar is.
Buiten de Alpen, in de Spaanse Sierra Nevada is de Pico Veleta vanaf de noordzijde via een verharde weg te beklimmen tot enkele meters onder de top met een hoogte van 3396 meter. Deze weg staat niet open voor gemotoriseerd verkeer.

## Details van de col
Het gemiddelde stijgingspercentage van de Col de la Bonette is vanuit het zuiden 6,4% en vanuit het noorden 6,6%, met een maximale stijging van 10%, respectievelijk 9%. In hoogtemeters is de stijging vanuit het zuiden 1652 meter en vanuit het noorden 1589 meter. De Cime de la Bonette is met een gemiddeld stijgingspercentage van 15% een stuk steiler.

## Ronde van Frankrijk
De Col de la Bonnette is nu bij vijf edities van de Ronde van Frankrijk onderdeel geweest van het parcours; in 1962, 1964, 1993, 2008 en 2024.
Op 22 juli 2008 kwam de Tour de France langs de Col de Restefond en de Cime de la Bonette in de etappe van Cuneo naar Jausiers. In de etappebeschrijving wordt gesproken van Cime de la Bonette-Restefond als hoogste punt van de Tour (2802 m). Strikt gezien heet dit punt echter Cime de la Bonette. 

### Winnaars beklimming Col de la Bonette
| Jaar | Renner              | Nationaliteit |
| ---- | ------------------- | ------------- |
| 1962 | Federico Bahamontes | ESP           |
| 1964 | Federico Bahamontes | ESP           |
| 1993 | Robert Millar       | GBR           |
| 2008 | John-Lee Augustyn   | RSA           |
| 2024 | Richard Carapaz     | ECU           |

## Afbeeldingen

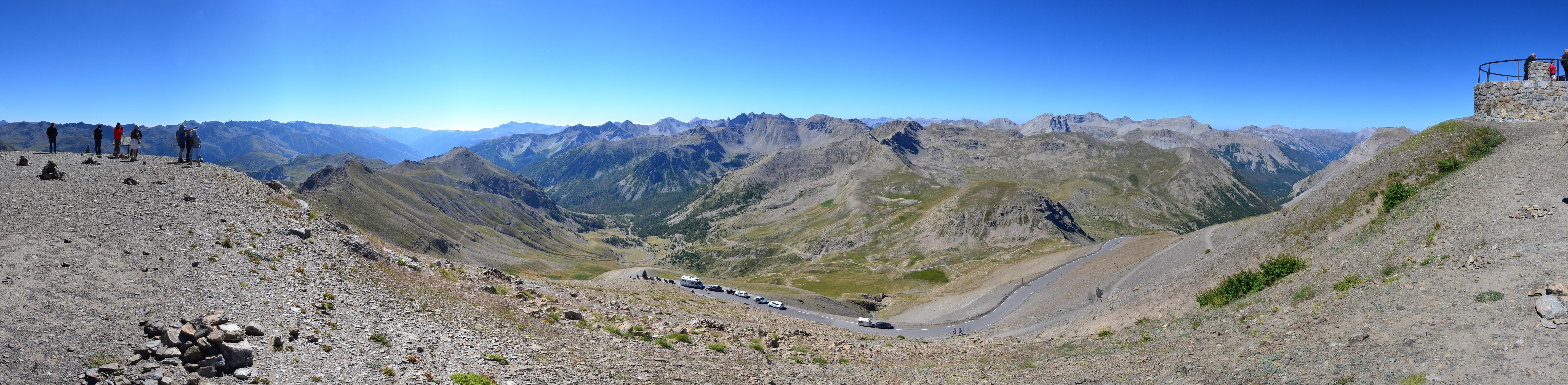
Uitzicht in zuidelijke richting
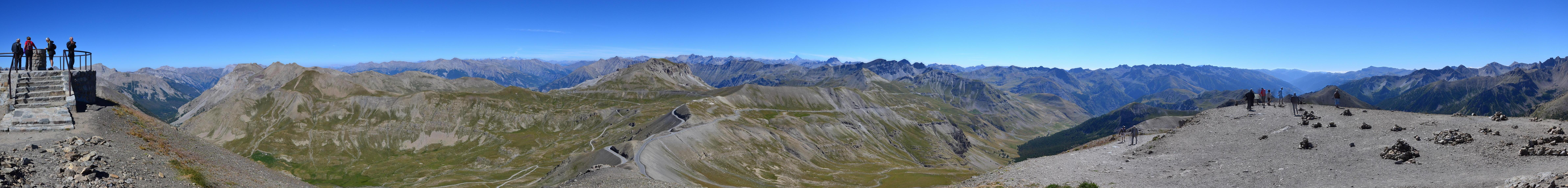
uitzicht in noordelijke richting
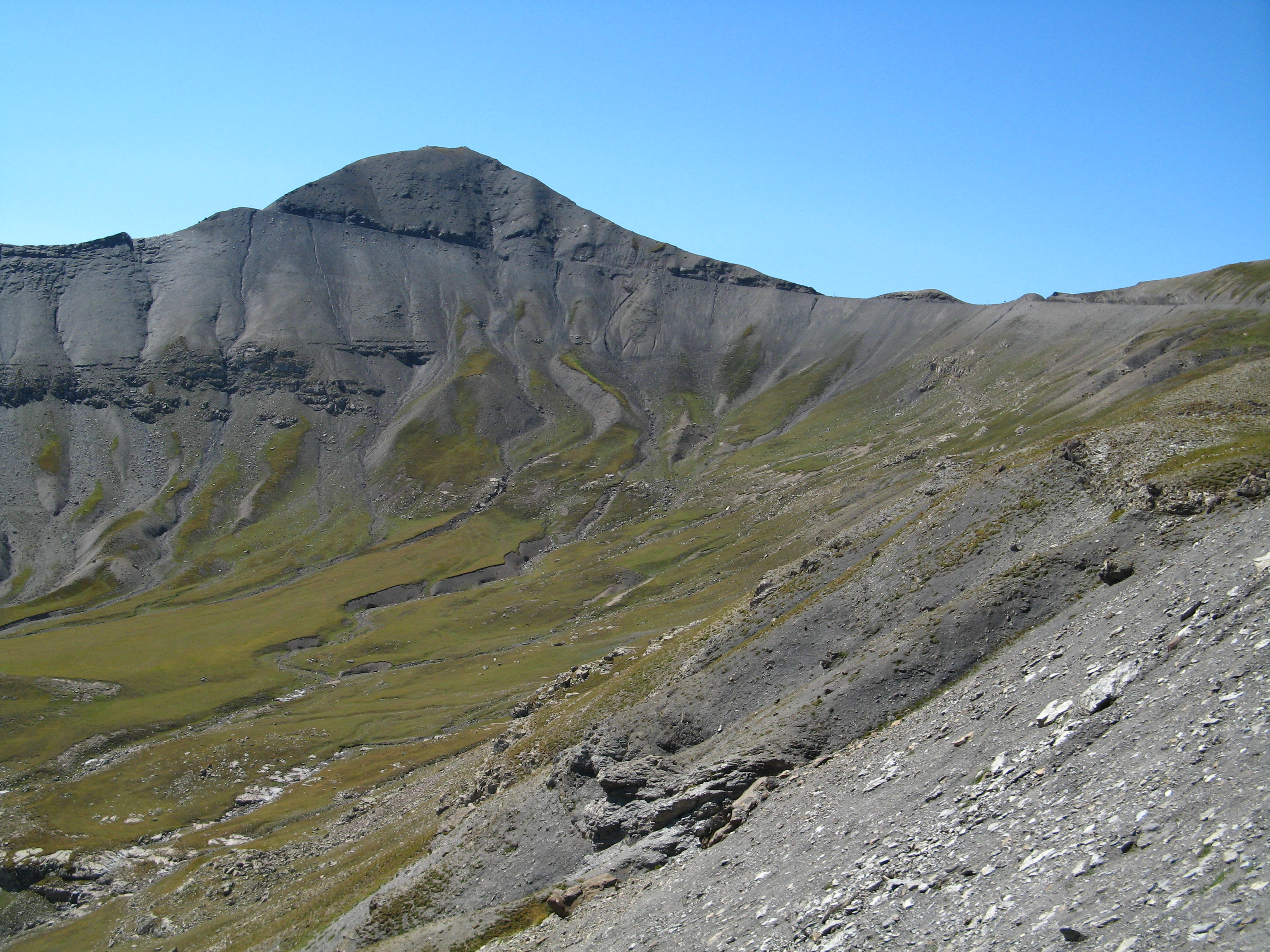
Cime de la Bonette vanuit het zuiden gezien